# Hypocrea tremelloides
Hypocrea tremelloides är en svampart som först beskrevs av Heinrich Christian Friedrich Schumacher, och fick sitt nu gällande namn av Elias Fries 1849. Hypocrea tremelloides ingår i släktet svampdynor och familjen Hypocreaceae.   Inga underarter finns listade i Catalogue of Life.